# Caleb McLaughlin
Caleb Reginald McLaughlin (ur. 13 października 2001 w Carmel) – amerykański aktor i piosenkarz.
Występuje w roli Lucasa Sinclaira w serialu Stranger Things. Swoją karierę rozpoczął w musicalu Lost in the Stars w Cooperstown w Nowym Jorku na Glimmerglass Festival. Następnie zagrał na scenie Broadwayu jako młody Simba w musicalu Król lew. W 2017 roku wystąpił w miniserialu The New Edition Story jako młody Ricky Bell.

## Życie osobiste
Dorastał w Carmel w Nowym Jorku. Uczęszczał do Kent Primary School, a następnie do gimnazjum George’a Fischera. Przez rok studiował taniec w Happy Feet Dance School w Carmel w Nowym Jorku, a następnie w The Harlem School of the Arts.

## Filmografia

### Filmy
| Rok  | Tytuł                           | Rola   | Uwagi                |
| ---- | ------------------------------- | ------ | -------------------- |
| 2012 | Noah Dreams of Origami Fortunes | Noah   | film krótkometrażowy |
| 2019 | Wysokie loty                    | Darius |                      |
| 2020 | Concrete Cowboys                | Cole   |                      |

### Seriale
| Rok     | Tytuł                              | Rola                    | Uwagi                 |
| ------- | ---------------------------------- | ----------------------- | --------------------- |
| 2013    | Prawo i porządek: sekcja specjalna | chłopiec                | sez. 14, odc. 19      |
| 2014    | Unforgettable: Zapisane w pamięci  | starszy brat            | sez. 3, odc. 1        |
| 2014    | Forever                            | Alejandro               | sez. 1, odc. 5        |
| 2016    | Uwikłana                           | Jay-Jay                 | sez. 1, odc. 3–4, 6   |
| 2016    | Zaprzysiężeni                      | Tony Lane               | sez. 7, odc. 5        |
| od 2016 | Stranger Things                    | Lucas Sinclair          | w gł. obsadzie        |
| 2017    | The New Edition Story              | Ricky Bell (wiek 10-15) | sez. 1, odc. 1, 3     |
| 2018    | Final Space                        | młody Gary              | sez. 1, odc. 4 (głos) |
| 2018    | Obóz na wyspie                     | duch                    | sez. 1, odc. 8 (głos) |

## Nagrody
| Rok  | Nagroda                           | Kategoria                                                                               | Film            | Wynik     |
| ---- | --------------------------------- | --------------------------------------------------------------------------------------- | --------------- | --------- |
| 2017 | Young Artist Award                | Najlepszy występ w serialu telewizyjnym lub filmie – nastoletni aktor                   | Stranger Things | Nominacja |
| 2017 | Nagroda Gildii Aktorów Ekranowych | Wybitny występ zespołu aktorskiego w serialu dramatycznym                               | Stranger Things | Wygrana   |
| 2017 | BET Awards                        | YoungStars Award                                                                        | Stranger Things | Nominacja |
| 2018 | NAACP Image Awards                | Młody aktor w serialu, filmie telewizyjnym lub miniserialu                              | Stranger Things | Wygrana   |
| 2018 | Nagroda Gildii Aktorów Ekranowych | Wybitny występ zespołu aktorskiego w serialu dramatycznym                               | Stranger Things | Nominacja |
| 2018 | MTV Movie Award                   | Najlepszy ekranowy zespół (z Gaten Matarazzo, Finn Wolfhard, Noah Schnapp i Sadie Sink) | Stranger Things | Nominacja |
| 2019 | Nickelodeon Kids’ Choice Awards   | Ulubiony aktor telewizyjny                                                              | Stranger Things | Nominacja |
| 2019 | Teen Choice Award                 | Choice Summer TV Actor                                                                  | Stranger Things | Nominacja |